# Auguste Bouge
Pour les articles homonymes, voir Bouge (homonymie).
Auguste-Eugéne-César-Marie Bouge est un avocat, homme politique et mécène français, né à Marseille le 23 juin 1853 et mort à Tourrettes le 8 janvier 1931.

## Biographie
Auguste Bouge est le fils du négociant Louis Joseph Eugène Bouge et de Marie Françoise Clotilde Chaix. Il suit sa scolarité au lycée de Marseille, puis ses études à la Faculté de droit d'Aix-en-Provence. Inscrit comme avocat au barreau de Marseille, il débute en tant que secrétaire du sénateur Henry Barne.
En 1881, il devient conseiller d'arrondissement du 5e canton de Marseille, avant d'être battu aux municipales l'année suivante. Élu conseiller municipal de Marseille aux élections de 1884, il devient adjoint au maire en 1886.
Aux élections du 6 octobre 1889, il est élu député des Bouches-du-Rhône, obtient sa réélection en 1893, mais échoue en 1898. De nouveau candidat à celles du 24 avril 1910, il retrouve son siège, qu'il conserve jusqu'au 7 décembre 1919.
Il hérite du domaine de Terre Blanche (en) et de son château Bouge (Tourrettes), construit par son oncle l'avocat Antoine Bouge, consul de Suède à Marseille, sur le domaine acquis par la famille Bouge au XVIIIe siècle. Grand amateur d'art, passionné par le mouvement orientaliste, Auguste Bouge devient un important mécène des artistes orientalistes marseillais, dont plusieurs ont décoré les plafonds du château.

## Mandats
- Conseiller municipal de Marseille : 1884-
- Maire adjoint de Marseille : 1886-
- Député des Bouches-du-Rhône : 1889-1898; 1910-1919

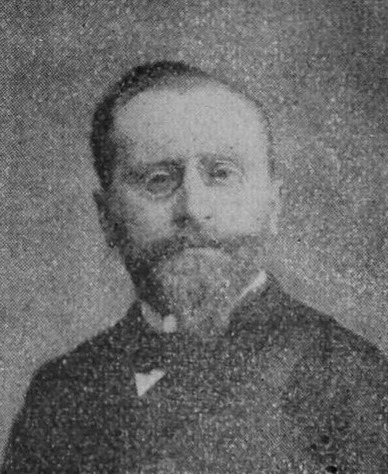
Auguste Bouge en 1894

## Publications
- Les instituteurs et les institutrices laïques (1891)
- La loi du 19 juillet 1889 et le corps enseignant à Paris et dans les départements (1891)
- Violation des droits acquis, La loi reste à faire (1891)
- Les conditions du travail et le collectivisme (lettre préface de Paul Deschanel) (1896).

## Sources
- « Auguste Bouge », dans le Dictionnaire des parlementaires français (1889-1940), sous la direction de Jean Jolly, PUF, 1960 [détail de l’édition]
- Paul Masson, Les Bouches-du-Rhône: encyclopédie départementale, Volume 16, Archives départementales des Bouches-du-Rhône, 1937